# Henri Alexis Brialmont
Henri Alexis Brialmont, belgijski vojaški inženir, * 25. maj 1821, Limburg, Nizozemska, † 21. julij 1903.
Velja za enega vodilnih ustvarjalcev fortifikacij 19. stoletja.